# Achiet-le-Grand
Achiet-le-Grand település Franciaországban, Pas-de-Calais megyében. Lakosainak száma 969 fő (2022. január 1.). Achiet-le-Grand Gomiécourt, Achiet-le-Petit, Bihucourt, Courcelles-le-Comte és Grévillers községekkel határos.

## Népesség
A település népességének változása:
| Lakosok száma | 1022 | 1007 | 1002 | 988  | 978  | 971  | 969  | 965  | 969  |
|               | 2013 | 2015 | 2016 | 2017 | 2018 | 2019 | 2020 | 2021 | 2022 |